# Гроапа-Редеїй
Гроапа-Редеїй (рум. Groapa Rădăii) — село у повіті Муреш в Румунії. Входить до складу комуни Міхешу-де-Кимпіє.
Село розташоване на відстані 286 км на північний захід від Бухареста, 28 км на північний захід від Тиргу-Муреша, 50 км на схід від Клуж-Напоки.

## Населення
За даними перепису населення 2002 року у селі проживали 46 осіб, усі — румуни. Усі жителі села рідною мовою назвали румунську.